# Чулково (Ленинградская область)
Чулково (до 1948 — Нисалахти, фин. Nisalahti) — посёлок в Селезнёвском сельском поселении Выборгского района Ленинградской области.

## Название
Зимой 1948 года деревне Нисалахти было выбрано новое название — Чулково с обоснованием: «в память погибшего Героя Отечественной Войны, похороненного в данном населённом пункте». 
Переименование было закреплено указом Президиума ВС РСФСР от 13 января 1949 года.

## История

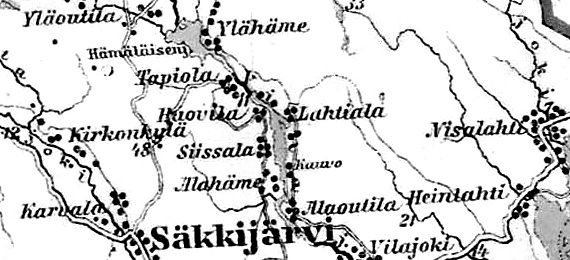
Деревня Нисалахти на финской карте 1923 года

До 1939 года деревня Нисалахти входила в состав волости Сяккиярви Выборгской губернии Финляндской республики.
С 1 января 1940 года по 31 октября 1944 года — в составе Карело-Финской ССР.
С 1 июля 1941 года по 31 мая 1944 года — финская оккупация. 
С 1 ноября 1944 года в составе Тервайокского сельсовета Выборгского района.
С 1 октября 1948 года в составе Большепольского сельсовета. 
С 1 января 1949 года учитывается административными данными как деревня Чулково.
В 1961 году население деревни составляло 174 человека.
Согласно административным данным 1966, 1973 и 1990 годов посёлок Чулково входил в состав Большепольского сельсовета.
В 1997 году в посёлке Чулково Большепольской волости проживали 49 человек, в 2002 году — 141 человек (русские — 93 %).
В 2007 году в посёлке Чулково Селезнёвского СП проживали 59 человек, в 2010 году — 94 человека.

## География
Посёлок находится в западной части района на автодороге А181 (часть E 18) «Скандинавия» (Санкт-Петербург — Выборг — граница с Финляндией).
Расстояние до административного центра поселения — 20 км. 
Расстояние до ближайшей железнодорожной станции Пригородная — 20 км.
Посёлок находится на правом берегу реки Чулковка в месте впадения её в Выборгский залив — бухту Нисалахти. 

## Демография
| 2007 | 2010 | 2017 | 2021 |
| ---- | ---- | ---- | ---- |
| 59   | ↗94  | ↗95  | ↗321 |

## Улицы
Балтийская, Балтийский проезд, Боровая, Брусничный проезд, Весенний проезд, Весенняя, Западный переулок, Заречная, Заречный переулок, Кубинская, Кубинский проезд, Набережная, Набережный переулок, Подгорная, Покосный проезд, Солнечная, Форельная, Форельный переулок, Хвойная, Центральная.